# Keutschach am See
Keutschach am See (szlovénül Hodiše ob jezeru) osztrák község Karintia Klagenfurtvidéki járásában. 2016 januárjában 2438 lakosa volt.

## Elhelyezkedése

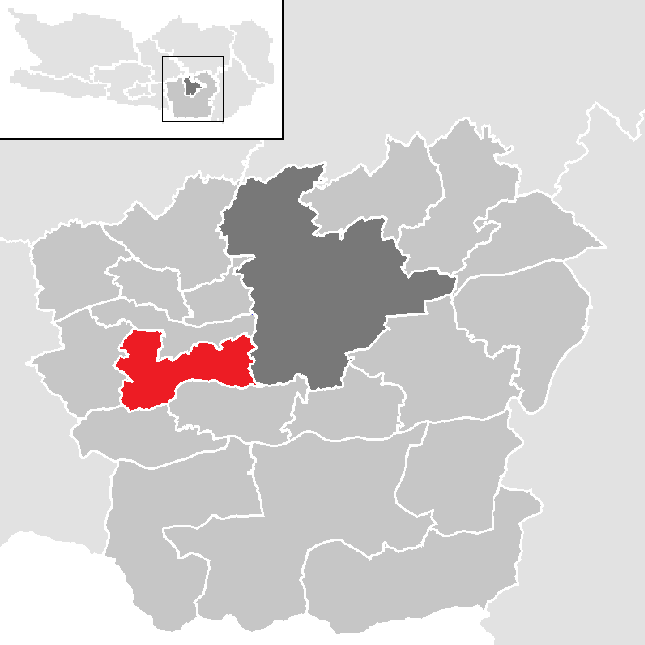
Keutschach am See a Klagenfurtvidéki járásban

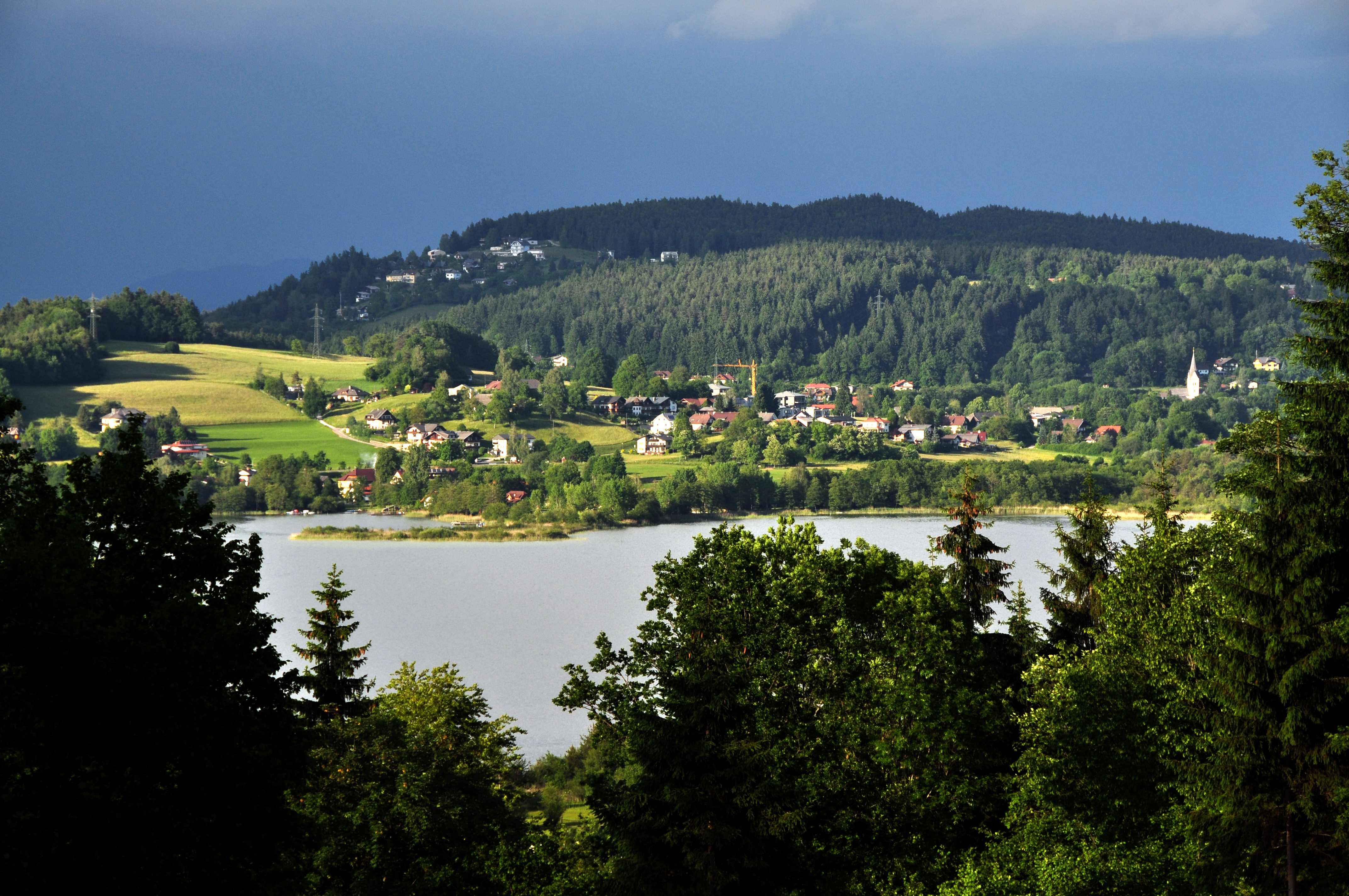
Látkép a tó felől

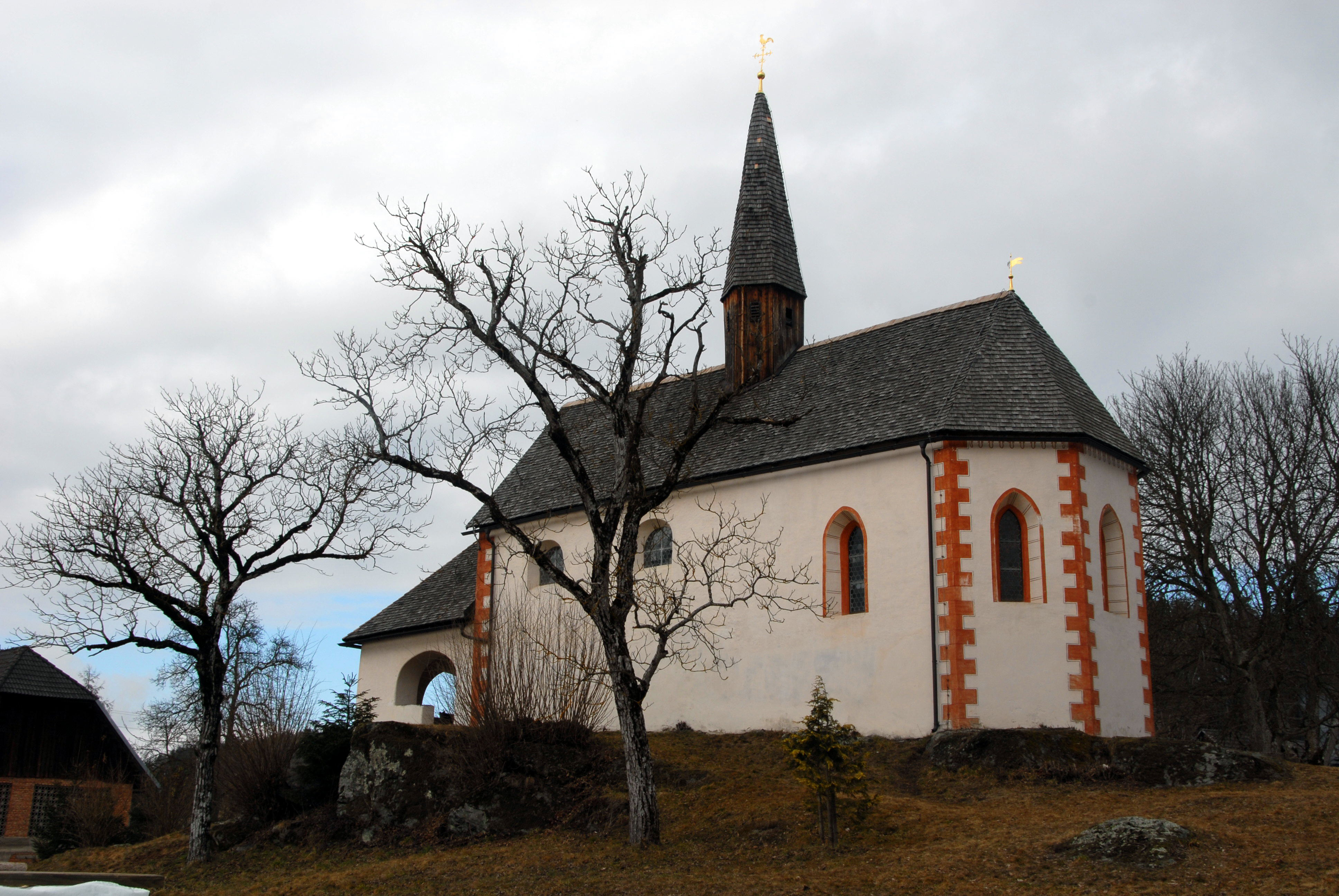
Sankt Nikolai temploma

Keutschach am See Karintia déli részén fekszik, 15 km-re nyugatra a tartományi székhely Klagenfurttól, az északi Wörthi-tó és a déli Sattnitz-hegység közötti Négytó-völgyben (Vier-Seental), a Keutschachi-tó partján. A Karintiai-tóvidék tavai közül hozzá tartozik még a Rauschelesee, a Hafnersee, a Baßgeigensee és néhány kisebb állóvíz. Jelentősebb patakjai a Reifnitzbach és a Weißenbach. Az önkormányzat 15 falut és egyéb települést fog össze: Dobein (30 lakos), Dobeinitz (98), Höflein (141), Höhe (146), Keutschach (441), Leisbach (120), Linden (123), Pertitschach (194), Plaschischen (100), Plescherken (224), Rauth (293), Reauz (347), Sankt Margarethen (80), St. Nikolai (68), Schelesnitz (51).
A környező települések: északra Maria Wörth, keletre Klagenfurt, délkeletre Köttmannsdorf, délnyugatra Ludmannsdorf, nyugatra Schiefling am Wörthersee.

## Története
Keutschachot az írott források 1150-ben említik először Chodesach néven.
A falu birtokosa legalább 1299-től a von Keutschach család volt, akiknek itt volt a nemzetségi központjuk. A család leghíresebb tagja Leonhard von Keutschach volt, 1496-1519 között salzburgi érsek. Unokaöccsei a tanzenbergi vár felépítésével nagy adósságokba verték magukat és a nemzetség elszegényedett, elvesztette korábbi jelentőségét. 1773-ban haltak ki Salzburgban.
Keutschach községi tanácsa 1850-ben alakult meg. 1903-ban az addig hozzá tartozó Reifnitz katasztrális községet Maria Wörthhöz kapcsolták. A község lakói évszázadokig a mezőgazdaságból éltek, a 20. századtól kezdve viszont egyre nagyobb szerepet játszik a nyári turizmus.

## Lakossága
A keutschachi önkormányzat területén 2016 januárjában 2438 fő élt, ami gyarapodást jelent a 2001-es 2348 lakoshoz képest. Akkor a helybeliek 95,7%-a volt osztrák, 1,8% német állampolgár. A szlovén kisebbség aránya 5,6% volt (a 20. század elején még a szlovének voltak többségben). 81% római katolikusnak, 6% evangélikusnak, 9% pedig felekezet nélkülinek vallotta magát.

## Látnivalók
- a Keutschachi-tó partján talált újkőkori cölöpházak maradványai
- a Szt. György-plébániatemplomot először 1237-ben említik. Eredetileg román stílusban épült, később gótikus és barokk stílusban renoválták. Román-gótikus halottlámpása (Totenleuchte - temetőt jelző, oszlopon elhelyezett lámpás) a legrégebbi egész Ausztriában. A templom déli falában látható egy román korszak előtti kőlap, rajta egy csontváz vésetével és keresztekkel. A szakértők között vita tárgya, hogy kora keresztény vagy még korábbi eredetű-e.
- a 100 m magas Pyramidenkogel-kilátótorony
- Sankt Margarethen temploma
- Sankt Nikolai temploma
- a keutschachi kastély a mai barokk formájában 1697-ben váltotta fel korábbi, 16. századi elődjét. Vinzenz von Orsini-Rosenberg gróf a 18. században megnagyobbíttatta. 1967 óta a község tulajdona.
- az 1680-ban készült leisbachi Polzerkreuz Karintia legrégebbi útmenti szentképe (Bildstock)
- a hagyományos kautschachi kerámia (fazekak, ivópoharak, vázák) a régió egyik jellegzetessége
- a Baßgeigensee és a Keutschachi-tó között tanösvény ismerteti a lápi növényzetet és állatvilágot.

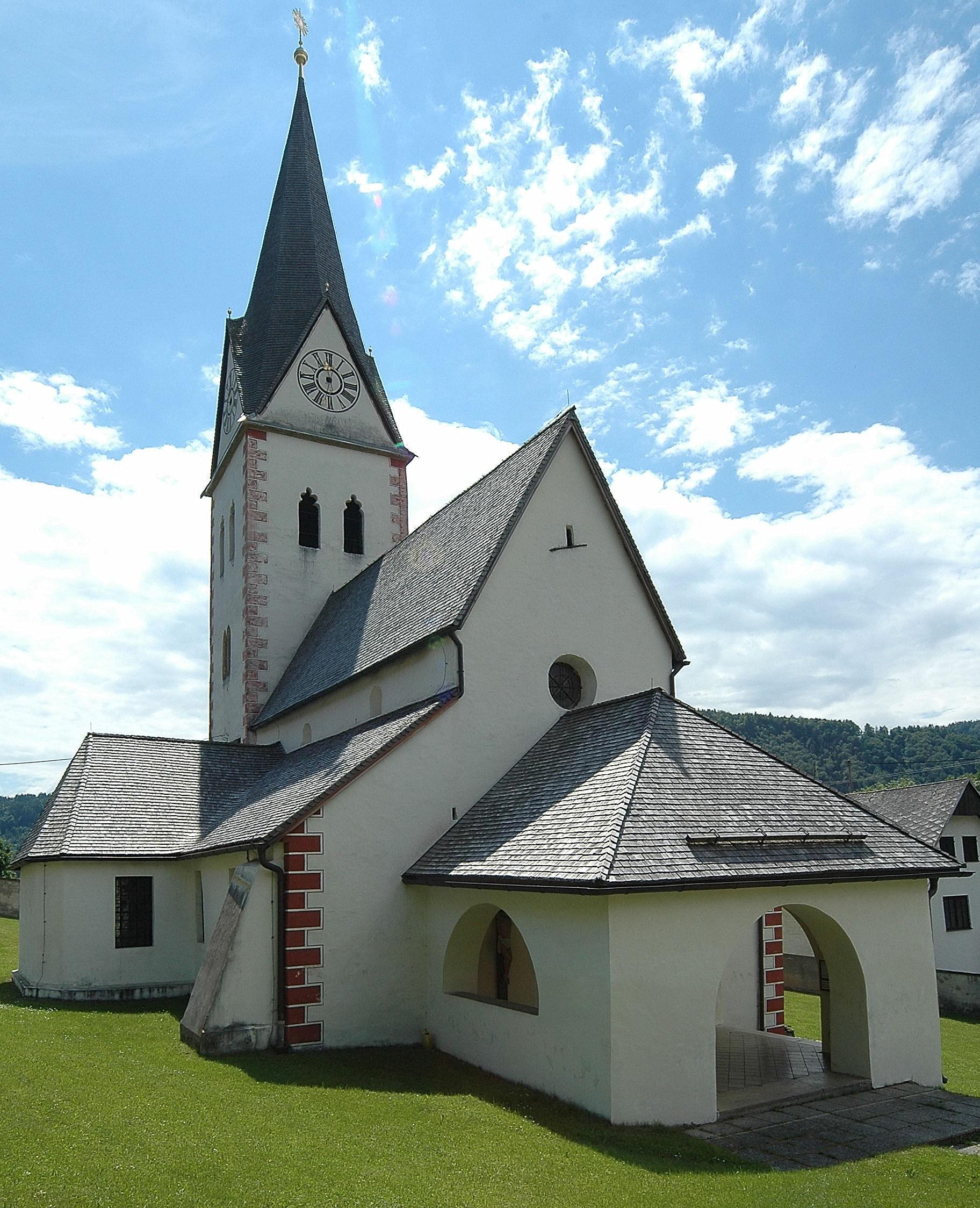
A Szt. György-templom
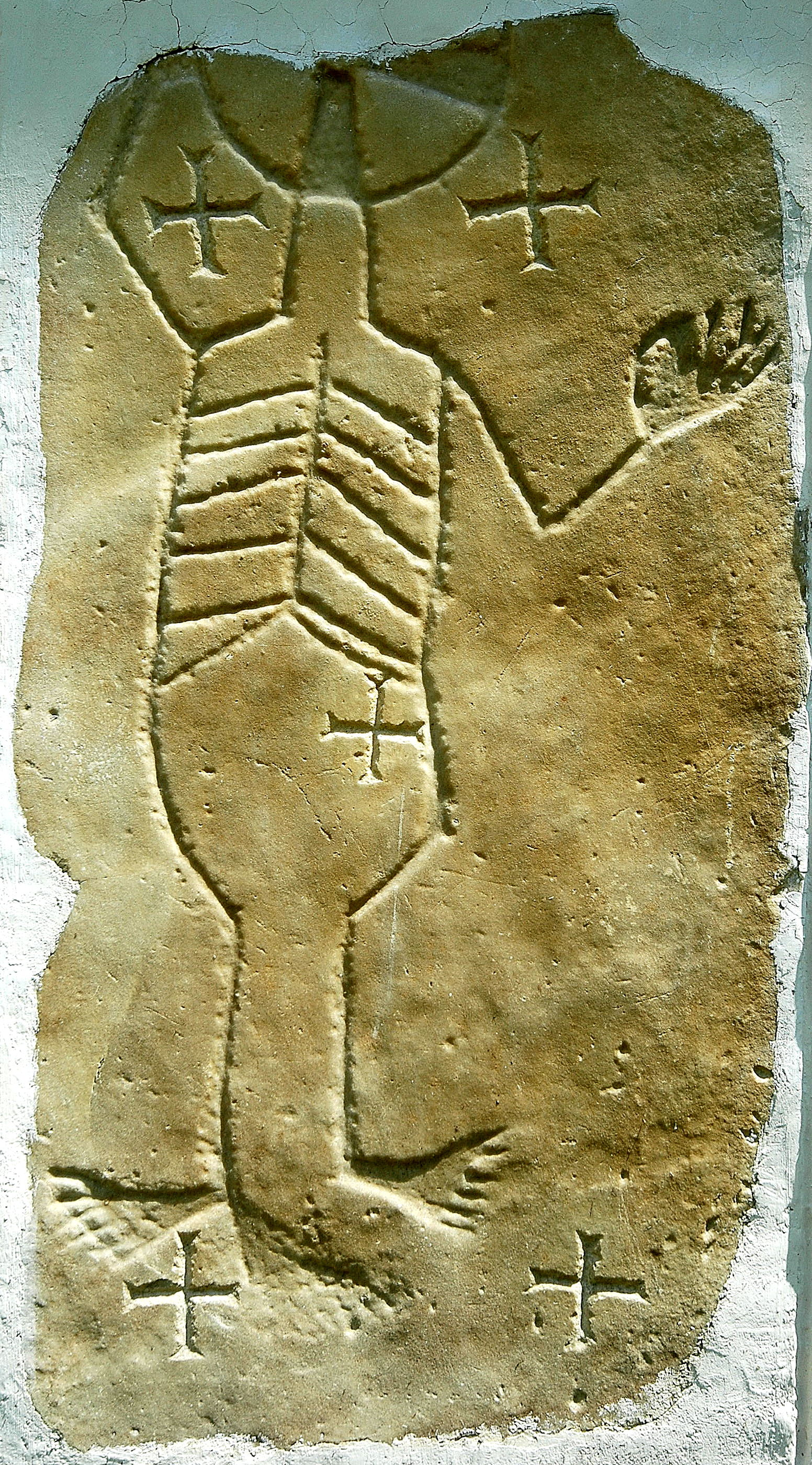
Kővéset a templom falában
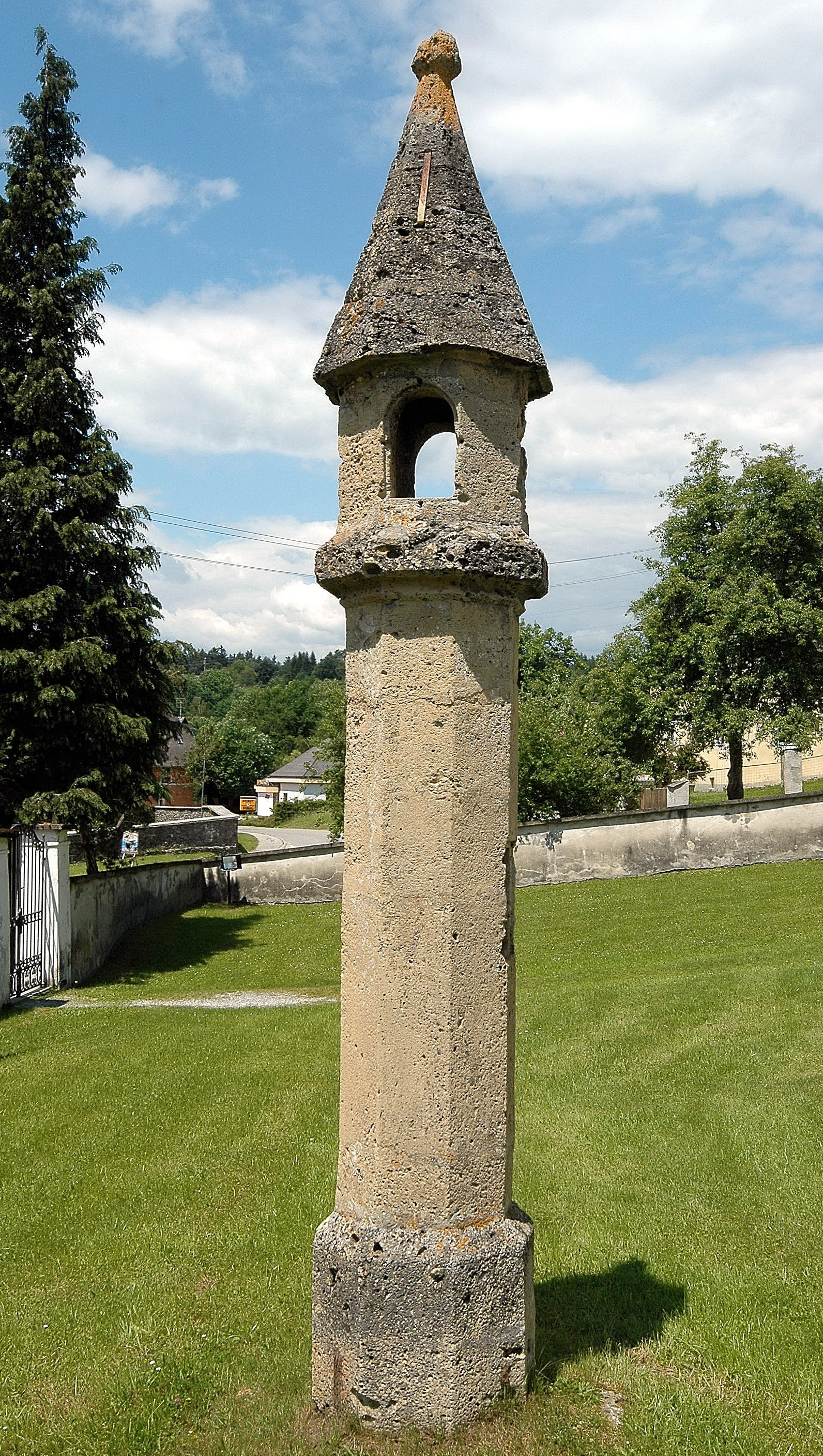
A templom melletti halottlámpás
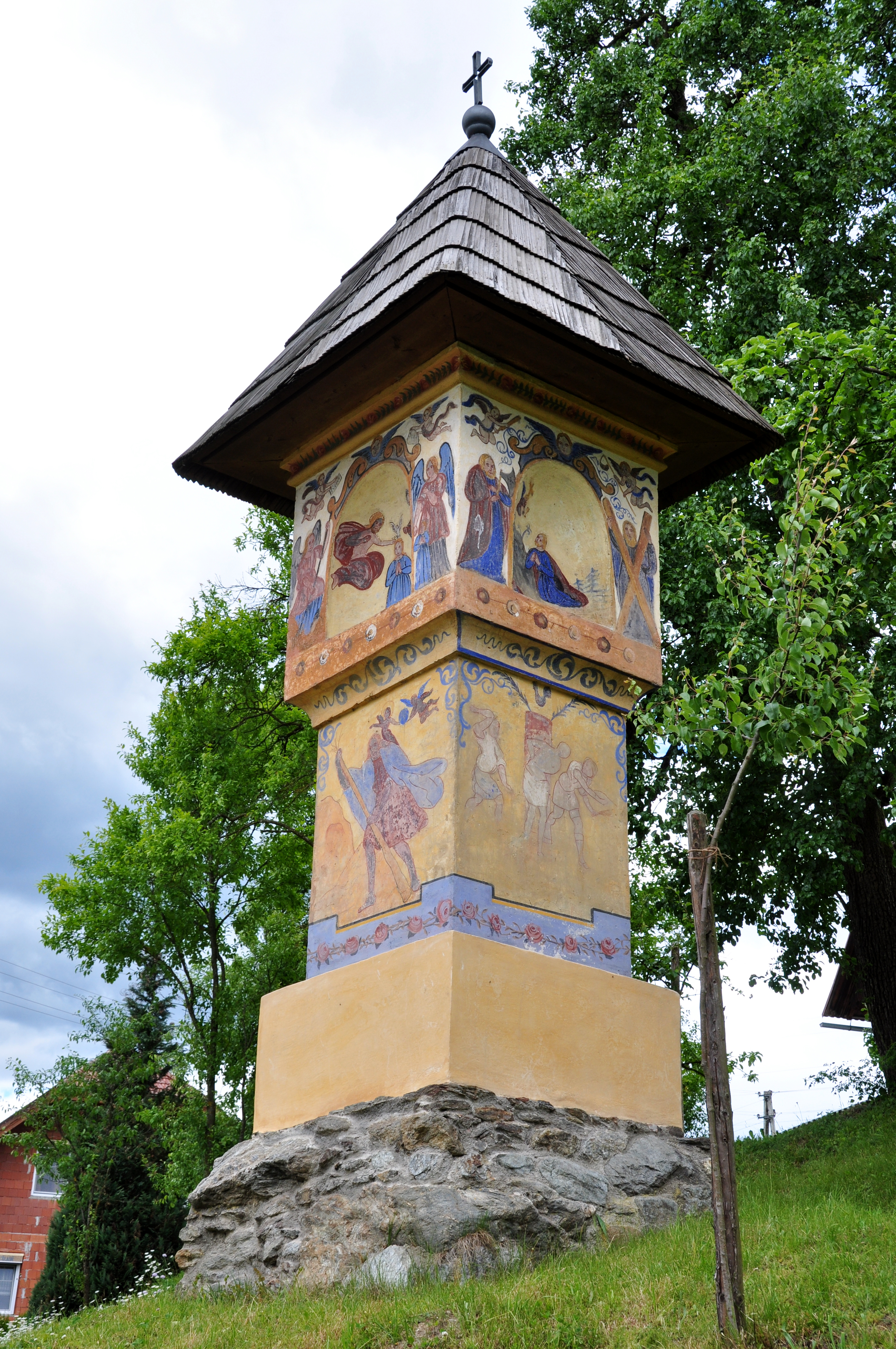
Az 1680-as Polzerkreuz

## Testvértelepülések
- Medea, Olaszország

## Fordítás
- Ez a szócikk részben vagy egészben  a   Keutschach am See című német Wikipédia-szócikk ezen változatának fordításán alapul.  Az eredeti cikk szerkesztőit annak laptörténete sorolja fel. Ez a jelzés csupán a megfogalmazás eredetét és a szerzői jogokat jelzi, nem szolgál a cikkben szereplő információk forrásmegjelöléseként.